# Mistrzostwa świata w łyżwiarstwie szybkim w wieloboju sprinterskim
Mistrzostwa świata w łyżwiarstwie szybkim w wieloboju sprinterskim odbywają się co roku pod patronatem Międzynarodowej Unii Łyżwiarskiej (ISU). Pierwsze mistrzostwa odbyły się w amerykańskiej miejscowości West Allis w 1970 r. Najczęściej zawody rozgrywano w Holandii (ośmiokrotnie). Kobiety i mężczyźni rywalizują od początku edycji na tych samych zawodach, startując na dystansach 500 i 1000 m.
Najwięcej tytułów wśród kobiet zdobyła reprezentantka NRD Karin Enke, która zwyciężała sześciokrotnie w latach 1980, 1981 i 1983-1987. Wśród mężczyzn najczęściej triumfował reprezentant ZSRR, WNP i Białorusi, Ihar Żalazouski, który był najlepszy w latach 1985, 1986, 1989 i 1991-1993. Dla reprezentacji Polski jedyne dwa medale wywalczyła Erwina Ryś-Ferens, która w latach 1978 i 1985 zajmowała trzecie miejsce.
Od 2020 roku zawody te rozgrywane są co dwa lata, tym samym miejscu i czasie co mistrzostwa świata w łyżwiarstwie szybkim w wieloboju.

## Organizatorzy mistrzostw
| - 1970 – West Allis, USA - 1971 – Inzell, RFN - 1972 – Eskilstuna, Szwecja - 1973 – Oslo, Norwegia - 1974 – Innsbruck, Austria - 1975 – Göteborg, Szwecja - 1976 – Berlin Zachodni, RFN - 1977 – Alkmaar, Holandia - 1978 – Lake Placid, USA - 1979 – Inzell, RFN - 1980 – West Allis, USA - 1981 – Grenoble, Francja - 1982 – Alkmaar, Holandia - 1983 – Helsinki, Finlandia - 1984 – Trondheim, Norwegia - 1985 – Heerenveen, Holandia | - 1986 – Karuizawa, Japonia - 1987 – Sainte-Foy, Kanada - 1988 – West Allis, USA - 1989 – Heerenveen, Holandia - 1990 – Tromsø, Norwegia - 1991 – Inzell, Niemcy - 1992 – Oslo, Norwegia - 1993 – Ikaho, Japonia - 1994 – Calgary, Kanada - 1995 – Milwaukee, USA - 1996 – Heerenveen, Holandia - 1997 – Hamar, Norwegia - 1998 – Berlin, Niemcy - 1999 – Calgary, Kanada - 2000 – Seul, Korea Południowa - 2001 – Inzell, Niemcy | - 2002 – Hamar, Norwegia - 2003 – Calgary, Kanada - 2004 – Nagano, Japonia - 2005 – Salt Lake City, USA - 2006 – Heerenveen, Holandia - 2007 – Hamar, Norwegia - 2008 – Heerenveen, Holandia - 2009 – Moskwa, Rosja - 2010 – Obihiro, Japonia - 2011 – Heerenveen, Holandia - 2012 – Calgary, Kanada - 2013 – Salt Lake City, USA - 2014 – Nagano, Japonia - 2015 – Astana, Kazachstan - 2016 – Seul, Korea Południowa - 2017 – Calgary, Kanada | - 2018 – Changchun, Chiny - 2019 – Heerenveen, Holandia - 2020 – Hamar, Norwegia - 2022 – Hamar, Norwegia - 2024 – Inzell, Niemcy |

## Tabela medalowa
Stan po MŚ 2024.
| Miejsce | Państwo           | Złoto | Srebro | Brąz | Razem |
| 1       | Stany Zjednoczone | 21    | 23     | 17   | 61    |
| 2       | ZSRR              | 12    | 10     | 8    | 30    |
| 3       | Holandia          | 11    | 15     | 24   | 50    |
| 4       | Kanada            | 10    | 13     | 8    | 31    |
| 5       | NRD               | 10    | 8      | 3    | 21    |
| 6       | Niemcy            | 10    | 6      | 9    | 25    |
| 7       | Japonia           | 7     | 12     | 13   | 32    |
| 8       | Korea Południowa  | 7     | 3      | 4    | 14    |
| 9       | Chiny             | 6     | 5      | 3    | 14    |
| 10      | Rosja             | 6     | 3      | 4    | 13    |
| 11      | Norwegia          | 3     | 4      | 5    | 12    |
| 12      | Finlandia         | 1     | 2      | 0    | 3     |
| 13      | Białoruś          | 1     | 1      | 1    | 3     |
| 13      | Szwecja           | 1     | 1      | 1    | 3     |
| 15      | Polska            | 0     | 0      | 2    | 2     |
| 16      | Austria           | 0     | 0      | 1    | 1     |
| 16      | Australia         | 0     | 0      | 1    | 1     |
| 16      | Czechy            | 0     | 0      | 1    | 1     |
| 16      | Włochy            | 0     | 0      | 1    | 1     |

- Dorobek Związku Radzieckiego i WNP przedstawiono razem.
- Dorobek RFN i zjednoczonych Niemiec przedstawiono razem.